# Sbor kněze Ambrože
Sbor kněze Ambrože v Hradci Králové je sídelním sborem Královéhradecké diecéze Církve československé husitské. Pojmenován je po husitském knězi Ambrožovi, který v Hradci Králové působil.

## Historie
V roce 1925 bylo rozhodnuto, že se Hradec Králové stane sídlem východočeské diecéze nově vzniklé československé církve, což jen podpořilo snahu již fungující královéhradecké náboženské obce o výstavbu odpovídajícího sboru. Původní pozemek na nároží třídy Karla IV. a Průmyslové ulice byl vyměněn za parcelu mezi vznikající školskou čtvrtí na Tylově nábřeží a Ulrichovým náměstím a vypracováním projektu byl pověřen architekt Josef Gočár, který realizoval regulační plán celého města. Samotná stavba byla zadána místní firmě Josefa Vyleťala, odborný dozor prováděl ing. Viktor Lehovec. Základní kámen byl položen 8. srpna 1926, kolaudace proběhla 30. dubna 1929 a 22. září 1929 byl sbor slavnostně otevřen. Vysvěcení se kromě místního biskupa Stanislava Kordule a řady významných hostů účastnil i patriarcha československé církve Gustav Adolf Procházka.

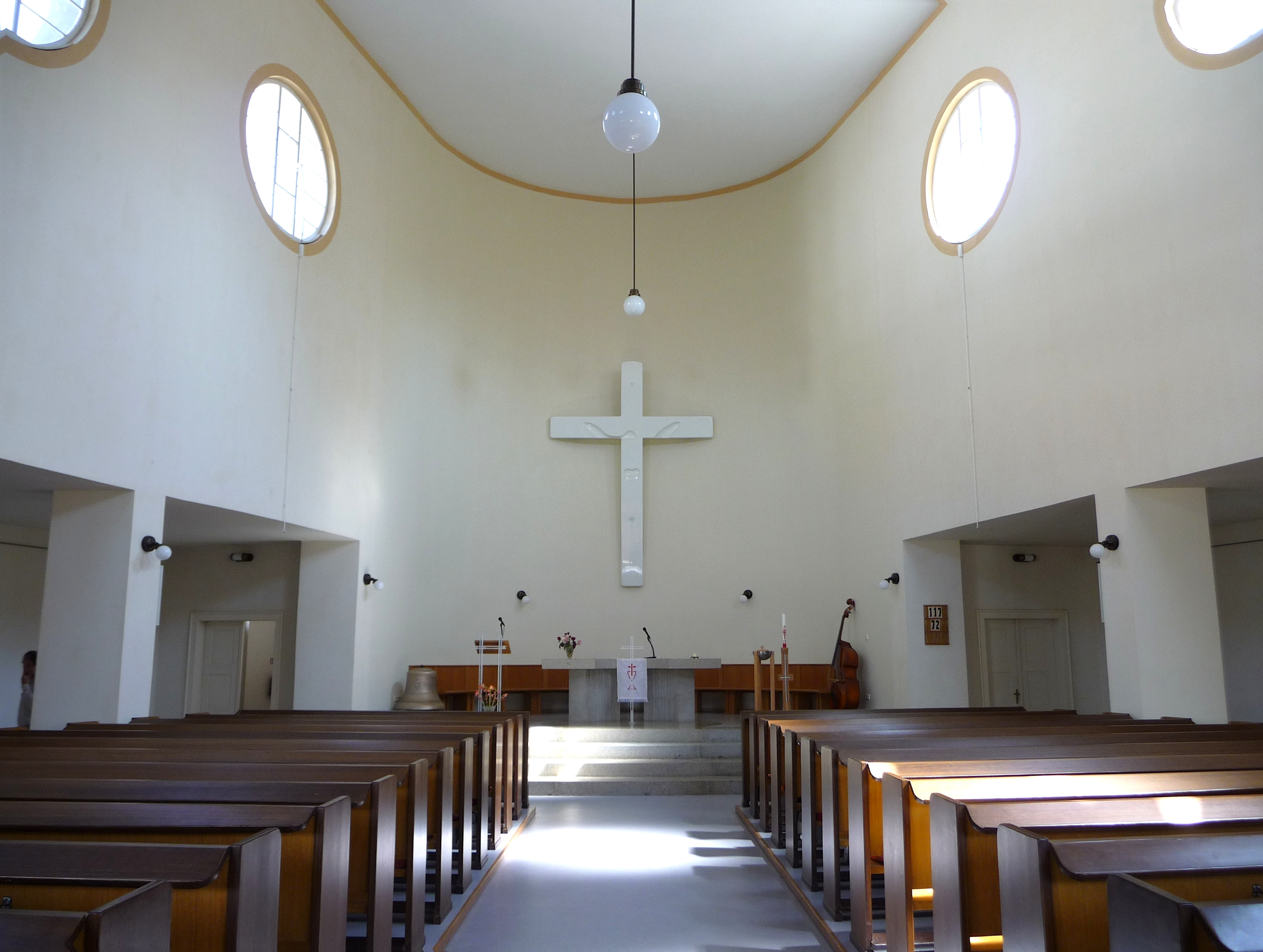
Interiér modlitebny

Sbor kněze Ambrože byl vzhledem ke své hodnotě zapsán roku 1958 do seznamu kulturních památek České republiky. V 80. letech 20. století bylo zrekonstruováno už plně obsazené kolumbárium, tehdy byl také sjednocen vzhled jednotlivých schránek, a v letech 1994 až 2001 došlo ke generální rekonstrukci celého kostela.
Do budoucna se plánuje zvonohra ve zvonici. Na zvonohru běží sbírka od roku 2009 a z vybraných peněz už se podařilo pokrýt odlití a dodání všech plánovaných 50 zvonů a jejich srdcí. Patronem stavby se stal europoslanec Tomáš Zdechovský, který se také podílí na získávání financí na realizaci projektu. Do výroby zvonů se zapojily tři zvonařské firmy, konkrétně Koninklijke Eisbouts B.V. z Nizozemí, belgická společnost Clock-O Matic N.V a české zvonařství Manoušek. Zvony dostanou jména podle významných osobností, jako je např. Anežka Česká nebo Milada Horáková. V srpnu roku 2020 bylo zahájeno stavební řízení.

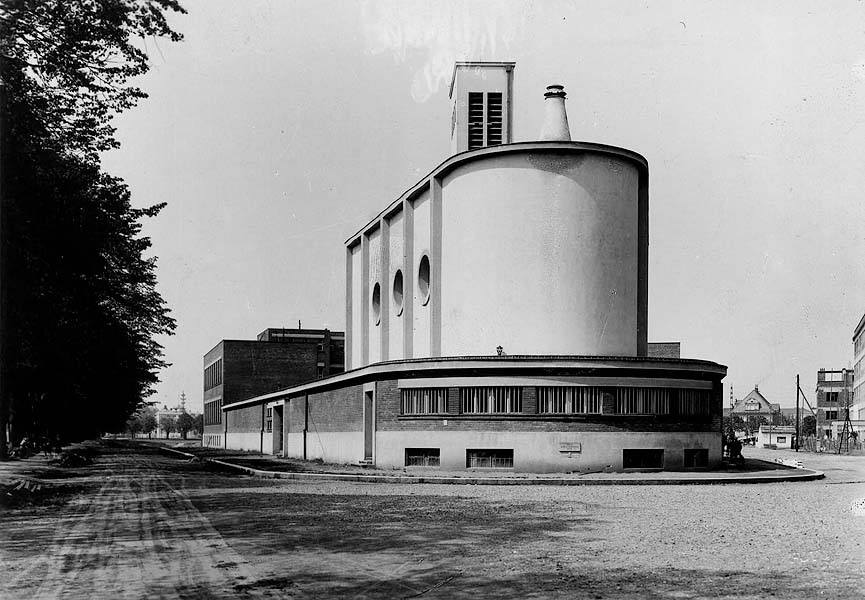
Dobový záběr ze sbírky Muzea východních Čech

## Popis

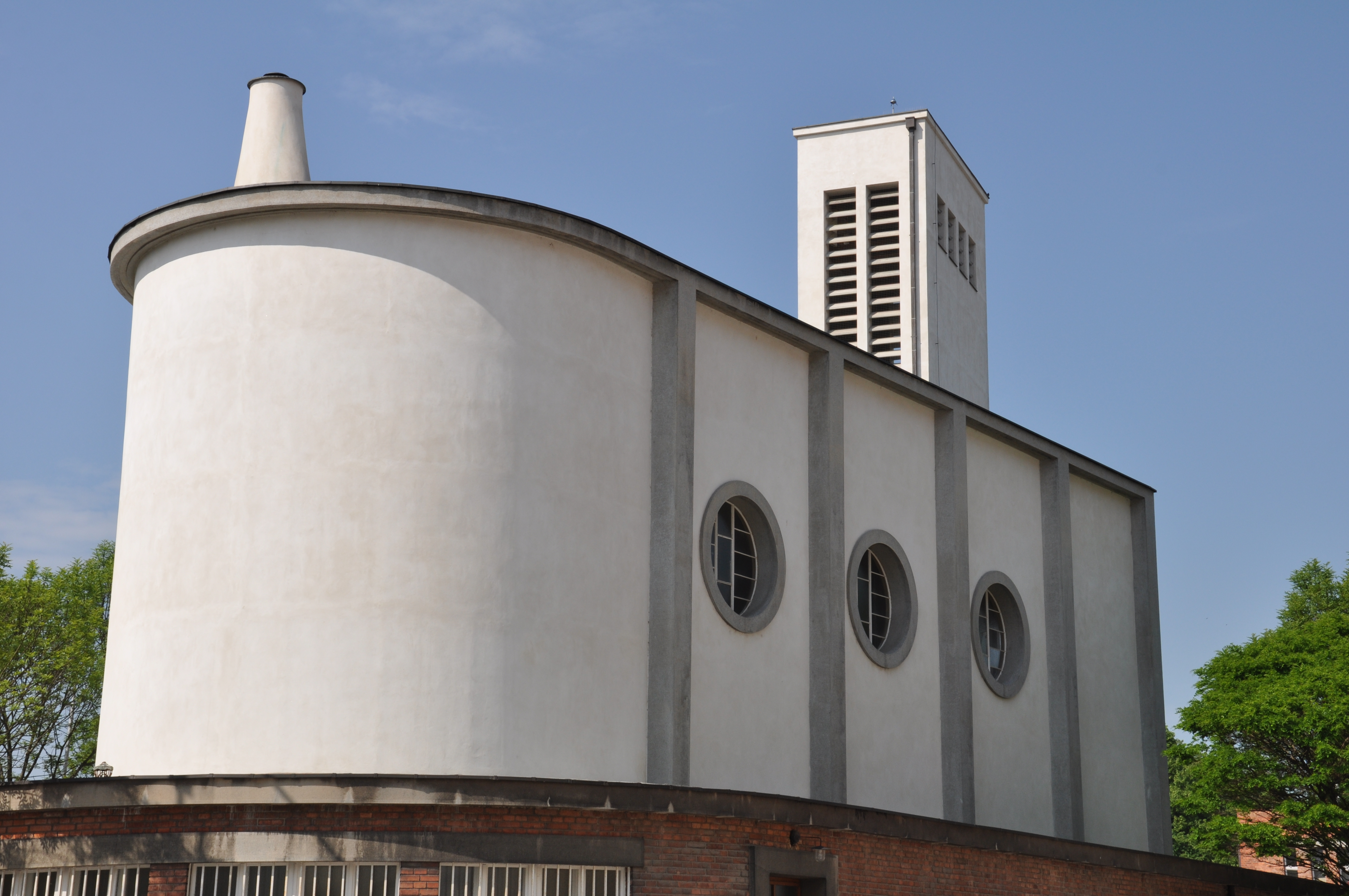
Exteriér stavby s kruhovými okny

Celý areál sboru je symetricky řešen a svým tvarem připomíná loď. Jedná se o dobovou ukázku nautické inspirace vycházející z tehdejších zaoceánských lodí. Kostel se nachází na netypické trojúhelníkovité parcele mezi ulicemi Nerudova a V Lipkách, vstupuje se do něj bránou mezi dvěma administrativními budovami (diecézní a farní) z režného zdiva. Ty jsou pak přes ambity, které obsahují kolumbárium a zároveň vymezují klidný vnitřní prostor sboru, spojeny s vlastním kostelem s dominantní hranolovou věží – zvonicí. Věž byla postavena formou železobetonového rámu o výšce 26,35 m s půdorysem 7,4 × 3,7 m. V kolumbáriu jsou uloženy urny s popelem významných místních osobností, např. starosty Františka Ulricha. Jak vlastní stavba sboru, tak interiér kostela je pojat velmi střídmě, bez rušivé výzdoby. V bíle omítnutém kostele s kruhovými okny se už od roku 1952 nachází třímanuálové varhany s 32 rejstříky, dále žulový stůl Páně připomínající rozlomenou hostii a nad ním je umístěn bílý kříž od Maxima Velčovského. Kromě bohoslužeb se zde konají také přednášky a výstavy.